# Cécile Jodogne
Cécile Jodogne (Leuven, 1 april 1964) is een Belgisch politica voor DéFI.

## Levensloop
Jodogne behaalde in 1987 een licentie in de geografische wetenschappen en in 1990 een licentie in de economische wetenschappen aan de UCL. Van 1989 tot 1991 werkte ze als assistent en docent aan de UCL en van 2008 tot 2016 was ze docent aan de faculteit architectuur van de ULB.
Ze werd reeds op jonge leeftijd politiek actief en trad in 1985 toe tot het toenmalige FDF. Van 1992 tot 1995 werkte Jodogne als raadgever voor Monumenten en Landschappen op het kabinet van Brussels staatssecretaris Didier Van Eyll en was ze verantwoordelijk voor de opvolging van stedenbouwkundige plannen, verschillende publicaties over het Brusselse erfgoed en voor het cultureel en sportief beleid van de Franse Gemeenschapscommissie. Nadien was ze van 1995 tot 2000 directeur van het kabinet van Bernard Clerfayt, de toenmalige schepen van Stedenbouw in Schaarbeek. Vervolgens was Jodogne van 2001 tot 2003 projectleider en communicatiemanager van het high tech-bedrijvencentrum M-Brussels Village, van 2003 tot 2004 parlementair attaché in het Brussels Hoofdstedelijk Parlement en van 2004 tot 2006 directrice van het Autrique-huis, een museum voor architectuur.
Sinds de verkiezingen van oktober 2000 is Jodogne gemeenteraadslid van Schaarbeek. Van december 2006 tot juli 2014 was ze onder burgemeester Bernard Clerfayt schepen voor Stedenbouw, Leefmilieu, Stadsvernieuwing, Erfgoed en Toerisme en van maart 2008 tot december 2011 was ze waarnemend burgemeester van de stad, toen Clerfayt federaal staatssecretaris was. Van juli 2019 tot juni 2024 was Jodogne opnieuw waarnemend burgemeester van Schaarbeek, nadat Clerfayt minister in de Brusselse Hoofdstedelijke regering was geworden. 
Bij de Brusselse gewestverkiezingen van juni 2009 werd Jodogne verkozen in het Brussels Hoofdstedelijk Parlement, waar ze zich ging toeleggen op stedelijke ontwikkeling, ruimtelijk beleid, cultuur en onderwijs. Ze zetelde in de commissie Infrastructuur, Openbare Werken en Verkeerswezen en Ruimtelijke Ordening, Stedenbouw en Grondbeleid. Na de verkiezingen van mei 2014, waarbij ze werd herkozen, was Jodogne van juli 2014 tot juli 2019 staatssecretaris voor Buitenlandse Handel, Brandbestrijding en Dringende Medische Hulp in de Brusselse Hoofdstedelijke Regering en minister in de Franse Gemeenschapscommissie (COCOF), belast met Openbaar Ambt en Gezondheidsbeleid. 
Bij de verkiezingen van mei 2019 werd Jodogne opnieuw verkozen als Brussels parlementslid. Na het einde van haar mandaat als staatssecretaris nam ze in juli 2019 ontslag als parlementslid om zich volledig toe te leggen op de functie van waarnemend burgemeester. Sinds de Brusselse gewestverkiezingen van juni 2024 zetelt zij opnieuw in het Brussels Hoofdstedelijk Parlement. Door het cumulverbod dat in de assemblee was ingevoerd, diende ze  echter haar ontslag als waarnemend burgemeester van Schaarbeek in te dienen. In het Brussels Parlement ging Jodogne zetelen in de commissie Territoriale Ontwikkeling en Binnenlandse Zaken, tot de DéFI-fractie in april 2025 door het vertrek van twee parlementsleden te klein was geworden om nog recht te hebben op een vaste vertegenwoordiging in de commissies.
Cécile Jodogne zet zich ook in voor het verenigingsleven en is voorzitter van RenovaS, een organisatie die haar schouders zet onder de stadsvernieuwing.